# Fianarantsoa
Fianarantsoa   este un oraș  în  partea centrală a Madagascarului. Este reședința regiunii Haute Matsiatra.